# Элерс, Юрген
Юрген Элерс (нем. Jürgen Ehlers; 29 декабря 1929, Гамбург, Веймарская республика — 20 мая 2008, Потсдам) — немецкий физик, внёсший вклад в понимание общей теории относительности Альберта Эйнштейна.
Исследования Элерса были сфокусированы на основаниях общей теории относительности и применении её в астрофизике. Он сформулировал подходящую классификацию точных решений полевых уравнений Эйнштейна и доказал Ehlers-Geren-Sachs теорему, которая оправдывает применение простых, общерелятивистских модельных вселенных к современной космологии.

## Биография

### Молодость
Юрген Элерс родился в Гамбурге. Он учился в государственных школах с 1936 до 1949, и затем продолжал изучать физику, математику и философию в Гамбургском университете с 1949 до 1955.

### Мюнхен
В 1970 Элерс получил предложение присоединиться к Институту Макса Планка физики и астрофизики в Мюнхене в качестве директора отдела гравитационной теории.

### Потсдам
Когда немецкие научные учреждения реорганизовали после немецкого воссоединения в 1990, Элерс лоббировал за учреждение института Общества Макса Планка, посвящённого исследованию в области гравитационной теории.